# Лігатний атом
Лігатний атом (рос. лигатный атом, англ. ligating atom) — хімічний термін, що може означати: 
- У хімії комплексних сполук — атом ліганда, який утворює зв'язок з центральним атомом координаційного центра. Позначається грецькою буквою κ перед символом цього атома, записаним похило після назви ліганда, а сама назва разом з вказаним лігатним атомом береться в дужки. Напр,. (2-аміно-етанолато-κO), (метиламіно-κN).
- У хімії органометалічних сполук — атом у заміснику, що зв'язаний з атомом металу в молекулі органометалічної сполуки. У випадку, коли у заміснику є кілька атомів, які можуть утворювати зв'язок з атомом еталу, то тут, щоб уникнути неточностей, за аналогією до хімії комплексних сполук також використовується κ-номенклатура. У випадку, коли лігатним є один з атомів Карбону у заміснику віддається перевага позначенню цього атома цифровим локантом перед суфіксом у назві замісника.